# Sten Källenius
Sten Ivar Rune Källenius (i riksdagen kallad Källenius i Stockholm), född 20 januari 1912 i Oskarshamn, död 5 februari 1990 i Stockholm (Oscar), var en svensk direktör och riksdagsman (högern).
Källenius var ledamot av andra kammaren 1959–1964, invald i Stockholms stads valkrets.
Sten Källenius är gravsatt i minneslunden på Galärvarvskyrkogården i Stockholm. Han är farfar till företagsledaren Ola Källenius.